# Tezuka Szatosi
Tezuka Szatosi (Tocsigi prefektúra, 1958. szeptember 4. –) japán válogatott labdarúgó, edző.

## Pályafutása

### Válogatottban
A japán válogatottban 25 mérkőzést játszott, melyeken 2 gólt szerzett.

## Statisztika
| Japán válogatott | Japán válogatott | Japán válogatott |
| Időszak          | Mérk.            | gól              |
| ---------------- | ---------------- | ---------------- |
| 1980             | 2                | 0                |
| 1981             | 6                | 0                |
| 1982             | 0                | 0                |
| 1983             | 0                | 0                |
| 1984             | 0                | 0                |
| 1985             | 2                | 0                |
| 1986             | 4                | 0                |
| 1987             | 8                | 2                |
| 1988             | 3                | 0                |
| Összesen         | 25               | 2                |